# Куп СР Југославије у кошарци за жене
Куп СР Југославије у кошарци за жене је био национални кошаркашки куп Савезне Републике Југославије. Одржано је 10. издања, а 2003. године га је наследио Куп Србије и Црне Горе.

## Победници
| Сезона (домаћин)         | Победник         | Резултат | Другопласирани      |
| ------------------------ | ---------------- | -------- | ------------------- |
| 1992/93. (Вршац)         | Винер Брокер Ниш | 72:65    | Црвена звезда       |
| 1993/94. (Свилајнац)     | Црвена звезда    | 79:76    | Винер Брокер Ниш    |
| 1994/95. (Врбас)         | Црвена звезда    | 84:78    | Војводина           |
| 1995/96. (Вршац)         | Хемофарм         | 70:58    | Партизан            |
| 1996/97. (Бачка Паланка) | Профи Д Панчево  | 68:66    | Бачка Паланка       |
| 1997/98. (Вршац)         | Хемофарм         | 81:68    | Војводина           |
| 1998/99. (Нови Сад)      | Хемофарм         | 84:77    | Војводина           |
| 1999/00. (Ковин)         | Ковин            | 54:51    | Партизан            |
| 2000/01. (Нови Сад)      | Војводина        | 86:81    | Црвена звезда       |
| 2001/02. (Нови Сад)      | Хемофарм         | 75:70    | Будућност Подгорица |